# Cyphia heterophylla
Cyphia heterophylla är en klockväxtart som beskrevs av Karel Presl. Cyphia heterophylla ingår i släktet Cyphia, och familjen klockväxter. Inga underarter finns listade i Catalogue of Life.